# Фредеріктаун (Міссурі)
Фредеріктаун (англ. Fredericktown) — місто (англ. city) в США, в окрузі Медісон штату Міссурі. Населення — 4429 осіб (2020).

## Географія
Фредеріктаун розташований за координатами 37°33′47″ пн. ш. 90°18′13″ зх. д. / 37.56306° пн. ш. 90.30361° зх. д. (37.562950, -90.303508).  За даними Бюро перепису населення США в 2010 році місто мало площу 11,65 км², з яких 11,21 км² — суходіл та 0,44 км² — водойми.

## Демографія
Згідно з переписом 2010 року, у місті мешкало 3985 осіб у 1669 домогосподарствах у складі 995 родин. Густота населення становила 342 особи/км².  Було 1902 помешкання (163/км²).
Расовий склад населення:
| - 96,4 % — білих - 0,6 % — корінних американців - 0,6 % — азіатів - 0,3 % — чорних або афроамериканців - 0,1 % — вихідців з тихоокеанських островів - 1,2 % — осіб інших рас |

До двох чи більше рас належало 0,9 %. Частка іспаномовних становила 1,8 % від усіх жителів.
За віковим діапазоном населення розподілялося таким чином: 24,4 % — особи молодші 18 років, 55,7 % — особи у віці 18—64 років, 19,9 % — особи у віці 65 років та старші. Медіана віку мешканця становила 38,6 року. На 100 осіб жіночої статі у місті припадало 86,1 чоловіків;  на 100 жінок у віці від 18 років та старших — 80,4 чоловіків також старших 18 років.
Середній дохід на одне домашнє господарство  становив 36 127 доларів США (медіана — 26 327), а середній дохід на одну сім'ю — 45 895 доларів (медіана — 42 216). Медіана доходів становила 36 144 долари для чоловіків та 23 913 долари для жінок. За межею бідності перебувало 25,2 % осіб, у тому числі 32,7 % дітей у віці до 18 років та 22,9 % осіб у віці 65 років та старших.
Цивільне працевлаштоване населення становило 1533 особи. Основні галузі зайнятості: освіта, охорона здоров'я та соціальна допомога — 41,2 %, публічна адміністрація — 8,9 %, виробництво — 8,7 %.